# Albert von Mensdorff-Pouilly-Dietrichstein
Graf Albert von Mensdorff-Pouilly-Dietrichstein (* 5. September 1861 in Lemberg; † 15. Juni 1945 in Wien) war ein österreichisch-ungarischer Diplomat und Politiker, der eine bedeutende Rolle in der Diplomatie vor und während des Ersten Weltkrieges spielte.

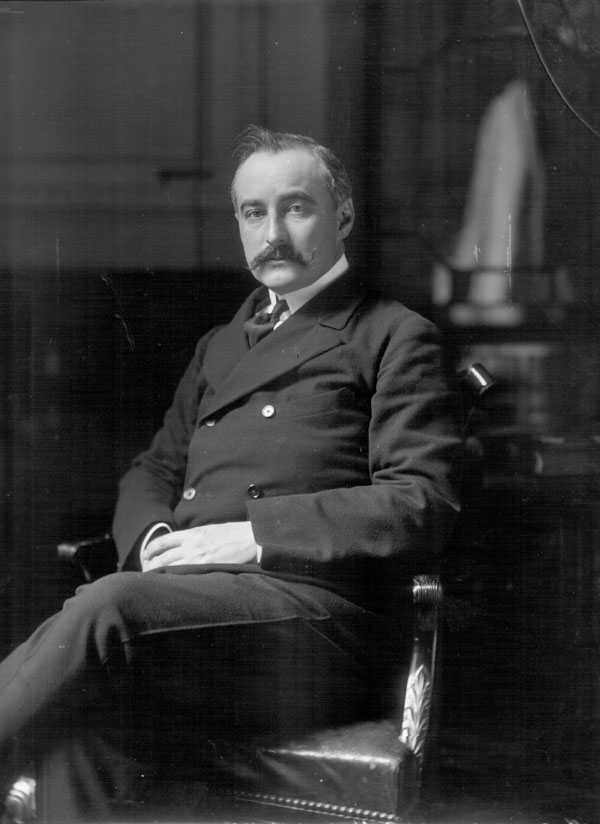
Albert Graf von Mensdorff-Pouilly-Dietrichstein (1906)

## Leben

### Familie
Albert stammte aus der Familie Mensdorff-Pouilly, einem ursprünglich lothringischen, 1818 in den österreichischen Grafenstand erhobenen Geschlecht, das zuerst nur Pouilly nach einer gleichnamigen Besitzung an der Saône hieß, während der Revolution emigrierte und den Namen Mensdorff annahm.
Er war der Sohn des Außenministers und Ministerpräsidenten Alexander von Mensdorff-Pouilly und dessen Frau Alexandrine von Dietrichstein.

### Vorkriegsdiplomatie
Mensdorff begann 1884 eine diplomatische Karriere, kam 1886 als Attaché an die Botschaft in Paris, war seit 1889 in London, 1896 Botschaftsrat und von 28. April 1904 bis 13. August 1914 als Botschafter der Monarchie am Hof von St. James in London. Die Bestellung geschah auf Wunsch des britischen Königs Eduard VII.
Seine Verwandtschaft zum britischen Königshaus und die Freundschaft zu Eduard VII. und dessen Nachfolger Georg V. bescherten ihm eine hervorragende Stellung in den diplomatischen Kreisen der Hauptstadt. Dies begünstigte auch die guten diplomatischen Beziehungen zwischen Österreich-Ungarn und Großbritannien vor dem Krieg. Seine offenkundige Anglophilie brachte ihm in Wien allerdings Missgunst ein, so bezeichnete der österreichische Thronfolger Franz Ferdinand Mensdorff als „unfähig und dumm“ sowie als „Hanswurst des Königs von England“.
Dennoch reichte sein Einfluss auf den Königshof nicht, um beispielsweise den missliebigen britischen Botschafter Fairfax Cartwright in Wien ablösen zu lassen.

### Erster Weltkrieg

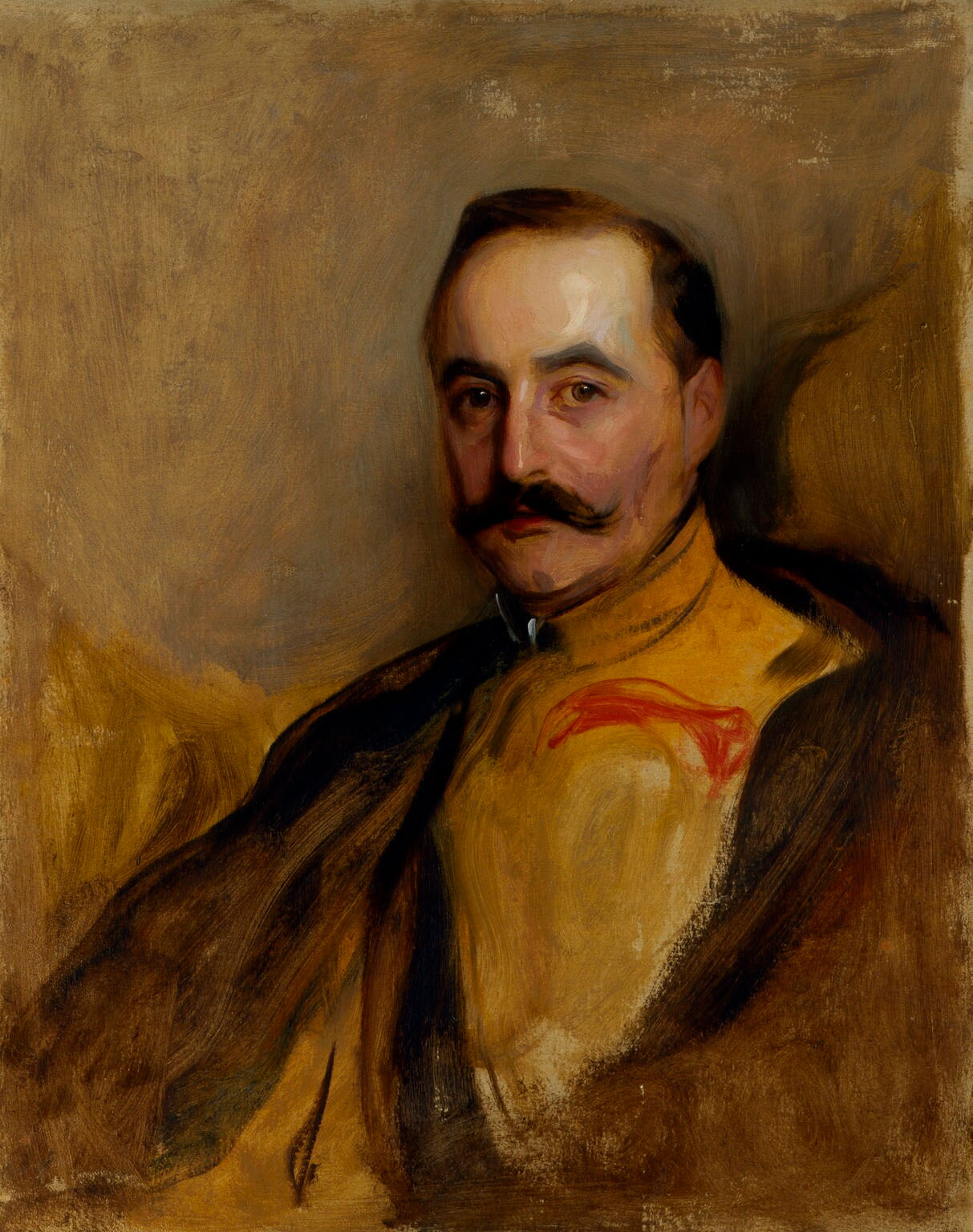
Albert Mensdorff-Pouilly-Dietrichstein – Porträt von Philip Alexius de László

In der Julikrise war Mensdorff klar, dass Serbien „niedergebeugelt“ werden und Teile seines Territoriums an Bulgarien und Albanien „verschenkt“ werden sollten. Dass Mensdorff in London von der Aufteilung Serbiens sprach, wurde in ganz Europa bekannt und tat seine verhängnisvolle Wirkung. Auch der deutsche Reichskanzler Bethmann Hollweg war empört, dass Wien ihm gegenüber die Auskunft über die Kriegsziele verweigerte und Ausführungen über eine Zerstückelung Serbiens als „Privatmeinungen“ bezeichnet hatte.
Am 31. Juli 1914 war Mensdorff klar, dass der Weltkrieg die Stärkung des Sozialismus und die Schwächung der monarchischen Kräfte bedeute. Bereits damals sah er die „größte Katastrophe der Weltgeschichte“ voraus.

#### Friedensverhandlungen
Am 15./16. März 1917 fand in Wien eine Besprechung zwischen Bethmann Hollweg und dem k.u.k. Außenminister Ottokar Czernin, in der die Mission Mensdorff zu Friedensverhandlungen mit der Entente eines der Hauptthemen war.
Um „jeden Faden aufzunehmen, der zu einem akzeptablen Frieden führen könnte“, wollte Czernin Botschafter Mensdorff zu Verhandlungen in die Schweiz entsenden. Auf die Instruktionen für Mensdorff wollte er sich mit dem Reichskanzler einigen.
Bethmann Hollweg zeigte sich skeptisch, dass Frankreich ohne die Abtretung Elsaß-Lothringens zu gewinnen wäre. Mensdorff dürfe den Mittelmächten nicht voreilig die Hände binden.
Bethmann Hollweg stimmte schließlich der Entsendung eines Vertrauensmanns in die Schweiz zu. Mensdorff wurde von der deutschen Seite aber nur sehr widerstrebend als Emissär akzeptiert. Denn in Deutschland galt Mensdorff als „ganz international gesinnt“ und als „Feind der Preußen“. Für Kaiser Wilhelm war er sogar „ein elender jammerlappiger Anglomane!“
Verhandlungspartner von Seiten der Entente, bei den Gesprächen im Dezember 1917 in Genf, war der südafrikanische General Jan Christiaan Smuts, burischer Abstammung, später langjähriger südafrikanischer Ministerpräsident und damals Vertreter seines Landes im Londoner Kriegskabinett.
Das Ziel der britischen Regierung und Smuts war damals ein Separatfrieden mit Österreich-Ungarn, um den Wegfall des russischen Verbündeten auszugleichen.
Mensdorff kam aber mit der Absicht in die Schweiz, über einen Sonderfrieden gar nicht zu diskutieren. Die Hauptbedingung für den Frieden sei die „vollste Integrität unseres Territoriums“. In der Frage Elsaß-Lothringen sei man mit Deutschland solidarisch. Bei Serbien und Montenegro seien bei einer Wiederherstellung „Garantien gegen Agitationen“ nötig. Ein Verbleiben der serbischen Dynastie sei nicht möglich. Auch Konzessionen an Italien wurden ausgeschlossen.
Die Instruktionen, die Mensdorff von Außenminister Czernin erhielt, die Konzessionen von vornherein, insbesondere an Italien und Serbien ausschlossen, waren unklug, da jene zu dieser Zeit wahrscheinlich mit so geringen Gebietsabtretungen zufrieden gewesen wären, wie zu fast keinem Zeitpunkt im Krieg.
Vor allem lehnte Mensdorff aber eine Trennung vom deutschen Verbündeten ab, genauso wie Abtretungen an Rumänien in der Bukowina und Siebenbürgen. Er warf der Entente vor, durch den Geheimvertrag von London ihrerseits das Nationalitätenprinzip zu verletzen und Österreich vom Meer abschneiden zu wollen.
Smuts war aber nur an einem Separatfrieden interessiert, was Mensdorff sogar zurückwies, als dieser ihm dynastische Verbindungen der Habsburger mit Polen und eine wirtschaftliche oder politische Verbindung mit einem vergrößerten Serbien anbot.
Der Historiker Zeman beurteilt das Treffen als den wahrscheinlich offensten Meinungsaustausch zwischen zwei offiziösen Vertretern der jeweiligen Kriegsgegner.
Später verhinderte die deutsche Diplomatie Czernins Ablösung durch den ungeliebten Mensdorff, die von Kreisen des Hofes und der Kirche angestrebt wurde.
1917 wurde Mensdorff auch Mitglied des Herrenhauses des Wiener Reichsrats. Er war außerdem Mitglied des Deutschen Ordens.

### Nach dem Ende der Monarchie
1919 schied Mensdorff zwar aus dem Staatsdienst aus, vertrat aber dennoch die Republik Österreich 1920 in Genf bei ihrer Aufnahme in den Völkerbund. Er verhandelte 1922 die Genfer Protokolle über eine Völkerbundanleihe für den wirtschaftlichen und finanziellen Wiederaufbau Österreichs.